# Зверево 1
 Зверево 1  — опустевшая деревня в Санчурском муниципальном округе Кировской области.

## География
Расположена на расстоянии примерно 23 км по прямой на северо-запад от райцентра поселка Санчурск.

## История
Известна была с 1891 года как починок Зверев 1-й, где в 1905 году было отмечено дворов 40 и жителей 254, в 1926 (деревня Зверево 1-е) 45 и 214, в 1950 (1-е Зверево) 39 и 115, в 1989 24 жителя. Современное название утвердилось с 1978 года. С 2006 по 2019 год входила в состав Корляковского сельского поселения.

## Население
Постоянное население составляло 5 человек (русские 60%, чуваши 40%) в 2002 году, 0 в 2010.